# Паул Літьєнс
Паул Літьєнс (нід. Paul Litjens, 11 вересня 1947 — 13 грудня 2023) — нідерландський хокеїст на траві.
Учасник Олімпійських Ігор 1972, 1976 років (оба рази — 4 місце). Чемпіон світу 1973 року.

## Життєпис
Літ'єнс почав грати в хокей в «MHC Uden» прдовжив в «Zaanse ZHC De Kraaien», а закінчив у «Kampong» у віці 35 років. Ставав найкращим бомбардиром вищої ліги сім років поспіль. Із сумою 267 голів він посідає п'яте місце в історичному рейтингу.
Зіграв 177 матчів за збірну Нідерландів між 1970 і 1982 роками, забивши не менше ніж 268 голів.
Зробим хет-трик не менше ніж у 24 міжнародних матчах і одного разу забив вісім голів в одному матчі.
Після завершення кар'єри гравця працював тренером і членом правління клубу з Утрехта, почесним членом якого був з 2000 року.